# Parmenonta albisetosa
Parmenonta albisetosa là một loài bọ cánh cứng trong họ Cerambycidae.